# فابیو بالا
فابیو بالا (به پرتغالی: Fábio Pereira de Oliveira) مهاجم اهل برزیل است که در شهر مانائوس و در تاریخ ۳۰ سپتامبر ۱۹۸۱ به دنیا آمده‌است.
فابیو بالا در تیم‌های فوتبال Fluminense سابقهٔ حضور دارد.